# Kai Eckhardt

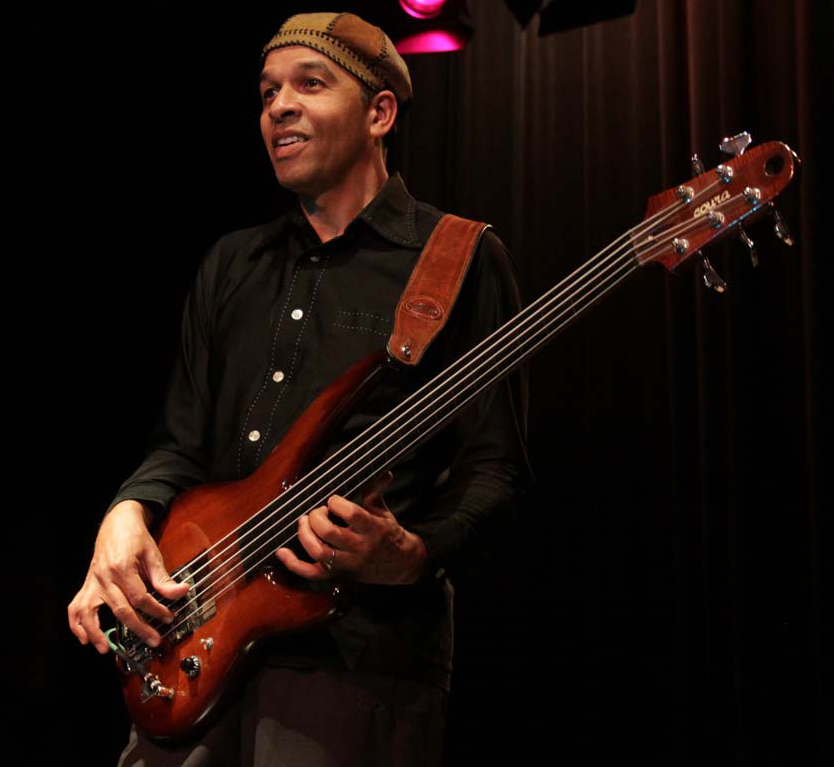
Kai Eckhardt 2015

Kai Eckhardt-Karpeh de Camargo (* 15. Juni 1961 in Mainz) ist ein deutscher Jazz- und Fusionmusiker (Bassgitarre, Komposition).

## Leben und Wirken
Eckhardt entdeckte erst mit 15 Jahren den E-Bass. Er studierte von 1983 bis 1987 am Berklee College of Music, das ihm nach Abschluss seines Studiums einen Lehrauftrag erteilte. Während des Studiums trat er bereits mit Bob Moses, Tiger Okoshi und Torsten de Winkel auf. Er spielte ferner mit Alphonse Mouzon, Randy Brecker und Stanley Clarke. 1988 holte ihn John McLaughlin in sein Trio mit Trilok Gurtu, mit dem er auf internationale Tour ging und zwei Alben einspielte. Daneben trat er mit Michael Gibbs auf. Anschließend war er in den Bands von Billy Cobham und von Aziza Mustafa Zadeh tätig. 1995 arbeitete er zudem mit Mike Mainieris „Steps Ahead“ und gründete mit Paul McCandless, Kit Walker und Alan Hall die Gruppe „Three of Worlds“. An seinem Debütalbum „Honour Simplicity, Respect the Flow“ waren Aydın Esen, Courtney Pine und Zakir Hussain beteiligt. Anschließend arbeitete er mit Garaj Mahal. Derzeit leitet er die Fusionband Area 61. Mit Fareed Haque, George Brooks, Zakir Hussain und Steve Smith spielte er in der Gruppe Summit.
Er arbeitete für Thilo Berg, Edo Zanki, Maria João, Ralph Towner, Wayne Shorter, Dewey Redman, Donald Byrd, Rhiannon und die Meters und komponierte für Bobby McFerrins „Voicestra“.
Eckhardt lebt seit Mitte der 1990er Jahre in Kalifornien.

## Diskographische Hinweise
- Torsten de Winkel Mastertouch (EMI 1985), mit Michael Brecker, Alphonse Mouzon u. a.
- Steve Smith’s Vital Information Fia Fiaga (Columbia/SONY 1988), mit Frank Gambale, Torsten de Winkel u. a.
- John McLaughlin Trio Live at the Royal Festival Hall (JMT Productions 1990), mit John McLaughlin, Trilok Gurtu
- Maria Joao: Fábula (Verve, 1996 Polygram Portugal)
- Aziza Mustafa Zadeh Inspiration Colors & Reflections (SONY 2000), mit Bill Evans, Omar Hakim u. a.
- Honour Simplicity, Respect the Flow (2000)
- George Brooks Summit: Spirit and Spice (2010)
- Zeitgeist (Area 61 Records 2014)
- Atomic Bass: Reactive Intervals (Truefire 2014; Lehr-DVD)

## Lexigraphische Einträge
- Martin Kunzler: Jazz-Lexikon. Band 1: A–L (= rororo-Sachbuch. Bd. 16512). 2. Auflage. Rowohlt, Reinbek bei Hamburg 2004, ISBN 3-499-16512-0.